# FC Ceahlăul Piatra Neamţ
O FC Ceahlăul Piatra Neamţ é um clube de futebol romeno da cidade de Piatra Neamţ. Foi fundado em 1919 e joga na Liga II. Deve seu nome ao monte Ceahlău.